# Adhamjon Achilov
Adhamjon Achilov (* 7. April 1976 in Taschkent) ist ein ehemaliger usbekischer Ringer. Er wurde 1999 Vize-Weltmeister im freien Stil im Bantamgewicht.

## Werdegang
Adhamjon Achilov begann im Jahre 1985 als Jugendlicher mit dem Ringen. Nach ersten größeren Erfolgen im nationalen Bereich wurde er Mitglied von Dinamo Taschkent. Ferner trat er zur Absicherung seines Lebensunterhaltes in die usbekische Armee ein, sein eigentlicher Beruf war aber Ringer. Er konzentrierte sich ganz auf den freien Stil und wurde bzw. wird von Mamur Rusijew trainiert.
Die internationale Karriere von Adhamjon Achilov begann im Jahre 1992 mit der Teilnahme an der Junioren-Weltmeisterschaft (Cadets = Altersgruppe bis zum 16. Lebensjahr) in Istanbul. Er belegte dabei in der Gewichtsklasse bis 47 kg Körpergewicht den 5. Platz. Den gleichen Platz belegte er auch bei der Junioren-Weltmeisterschaft 1993 (Espoirs = Altersgruppe bis zum 20. Lebensjahr) in Athen in der Gewichtsklasse bis 48 kg Körpergewicht. 1994 gewann er bei der Junioren-Weltmeisterschaft (Juniors = Altersgruppe bis zum 18. Lebensjahr) in Budapest in der Gewichtsklasse bis 50 kg Körpergewicht hinter Alireza Dabir aus dem Iran und vor Wiktor Efteni aus der Ukraine und Nurdin Donbajew aus Kirgisistan den 2. Platz. Vize-Junioren-Weltmeister wurde er auch 1995 bei den Espoirs in Teheran. Hier platzierte er sich hinter Behnam Tayyebi aus dem Iran und vor Oleksandr Sacharuk aus der Ukraine.
1995 startete er erstmals bei einer internationalen Meisterschaft bei den Senioren. In Atlanta ging er dabei im Fliegengewicht an den Start, kam aber über den 11. Platz nicht hinaus. Im gleichen Jahr belegte er bei den Zentral-Asiatischen Meisterschaften in Taschkent hinter Wladimir Torgowkin aus Kirgisistan den 2. Platz und 1996 wurde er in Xiaoshan/Volksrepublik China erstmals Asienmeister vor Hideo Sasayama aus Japan und Behnam Tayyebi. 1996 nahm er auch erstmals in Atlanta an den Olympischen Spielen teil. Im Fliegengewicht besiegte er dort Amiran Kartanow aus Griechenland und Metin Topaktaş aus der Türkei, unterlag aber gegen Namig Abdullajew aus Aserbaidschan und gegen Tschetschenol Mongusch aus Russland. Mit einem Sieg über Greg Wooedcroft aus Kanada erkämpfte er sich aber noch den 7. Platz.
Bei den Weltmeisterschaften 1997 in Krasnojarsk und 1998 in Teheran schnitt Adhamjon Achilov nur mit durchschnittlichen Ergebnissen ab. 1997 wurde er Zehnter und 1998 Elfter. 1999 belegte er bei der Asien-Meisterschaft in Taschkent den 3. Platz und gewann damit wieder eine Medaille. Den größten Erfolg in seiner Laufbahn feierte er dann bei der Weltmeisterschaft 1999 in Ankara. Er kämpfte sich dort bis in das Finale vor, in dem er allerdings gegen den Überraschungsmann Kim Woo-yong aus Südkorea verlor. Er wurde damit Vize-Weltmeister im Fliegengewicht.
2000 gewann er bei der Asienmeisterschaft in Guilin/Volksrepublik China wieder eine Medaille, denn er belegte hinter Jin Ju-dong aus Nordkorea und Mohammad Aslani aus dem Iran den 3. Platz. Bei den Olympischen Spielen 2000 in Sydney kam er in seinem ersten Kampf zu einem klaren Punktsieg (8:2) über Wassili Zeiher aus Deutschland, er unterlag aber schon ein seinem zweiten Kampf gegen Maulen Mamirow aus Kasachstan und erreichte damit nur den 8. Platz. Im Jahre 2001 verfehlte er bei der Asienmeisterschaft in Ulaanbaatar mit einem 4. Platz knapp die Medaillenränge. Genauso erging es ihm auch bei der Weltmeisterschaft 2002 in Teheran. Er siegte dort über Ghenadie Tulbea aus Moldawien, Oh Jun-seok aus Südkorea und Chikara Tanabe aus Japan, verlor aber gegen Namig Abdullajew und Oleksandr Sacharuk und kam auf den 4. Platz.
Ab 2003 wurde Adhamjon Achilov in Usbekistan von Dilshod Mansurov als die Nr. 1 der Freistilringer im Bantamgewicht abgelöst. Er kam deshalb nur mehr vereinzelt zu Einsätzen bei den internationalen Meisterschaften, blieb aber noch bis 2009 auf der internationalen Ringermatte aktiv. 2004 startete er bei der Asienmeisterschaft in Teheran und gewann dort zum zweiten Mal den Titel vor Bajaraagiin Naranbaatar aus der Mongolei und Kim Hyo-sub aus Südkorea. 2006 war er schließlich noch einmal bei einer Weltmeisterschaft am Start. In Guangzhou belegte er dabei einen guten 5. Platz. Ihm gelangen dort drei Siege. Das Weiterkommen verwehrte ihm Radoslaw Welikow aus Bulgarien, der ihn in der dritten Runde besiegte. Den Kampf um die Bronzemedaille verlor Adhamjon Achilov gegen Samuel Henson aus den Vereinigten Staaten mit 1:4 nach Punkten.
2008 wurde er in Split Militär-Weltmeister im Bantamgewicht vor dem Inder Sandeep VII und Hassan Mordghaliei aus dem Iran und 2009 war er auch beim Großen Preis von Deutschland in Dortmund am Start und belegte dort hinter Rahul Balaseheb Ware aus Indien und Marcel Ewald aus Deutschland den 3. Platz.

## Internationale Erfolge
| Jahr | Platz | Wettbewerb                                         | Gewichtskl. | Ergebnis |
| 1992 | 5.    | Junioren-WM (Cadets) in Istanbul                   | bis 47 kg   | hinter Recep Zencirci, Türkei, Mark Angle, USA, Amiran Kartanow, Russland u. Iwan Djorew, Bulgarien                                                                                           |
| 1993 | 5.    | Junioren-WM (Espoirs) in Athen                     | Halbfliegen | hinter Armen Mkrttschjan, Armenien, Wiktor Efteni, Moldawien u. Nurdin Donbajew, Kirgisistan                                                                                                  |
| 1994 | 2.    | Junioren-WM (Juniors) in Budapest                  | bis 50 kg   | hinter Alireza Dabir, Iran, vor Murad Umachanow, Russland u. Arif Formanow, Aserbaidschan |
| 1995 | 2.    | Junioren-WM (Espoirs) in Teheran                   | Fliegen     | hinter Behnam Tayyebi, Iran, vor Oleksandr Sacharuk, Ukraine |
| 1995 | 11.   | WM in Atlanta                                      | Fliegen     | Sieger: Walentin Jordanow, Bulgarien vor Gholamreza Mohammadi, Iran u. Zeke Jones, USA |
| 1995 | 2.    | Zentral-Asiatische Meisterschaft in Taschkent      | Fliegen     | hinter Wladimir Torgowkin, Kirgisistan, vor Janat Ussin, Kasachstan |
| 1996 | 4.    | Großer Preis von Deutschland in Leipzig            | Fliegen     | hinter Wladimir Togusow, Amiran Kartanow, Griechenland u. Metin Topaktaş, Türkei |
| 1996 | 1.    | Asienmeisterschaft in Xiaoshan/Volksrepublik China | Fliegen     | vor Hideo Sasayama, Japan u. Behnam Tayyebi |
| 1996 | 7.    | OS in Atlanta                                      | Fliegen     | nach Siegen über Amiran Kartanow, Metin Topaktaş, Türkei, Niederlagen gegen Namig Abdullajew, Aserbaidschan u. Tschetschenol Mongusch, Russland öu. einem Sieg über Greg Woodcroft, Kanada    |
| 1996 | 2.    | Welt-Cup in Teheran                                | Fliegen     | hinter Behnam Tayyebi, vor Aldo Martinez Hecheverria, Kuba |
| 1997 | 10.   | WM in Krasnojarsk                                  | Fliegen     | nach einem Sieg über Karoly Kiss, Ungarn, einer Niederlage gegen Maxim Molonow, Russland, einem Sieg über Hideo Sasayama u. einer Niederlage gegen Iwan Zonow, Bulgarien                      |
| 1998 | 11.   | WM in Teheran                                      | Fliegen     | nach einem Sieg über Thomas Röthlisberger, Schweiz u. Niederlagen gegen Armen Simonjan, Armenien u. Gholamreza Mohammadi                                                                      |
| 1998 | 6.    | Asien-Spiele in Bangkok                            | Fliegen     | Sieger: Jin Ju-dong, Nordkorea vor Behnam Tayyebi u. Maulen Mamirow, Kasachstan |
| 1999 | 5.    | Großer Preis von Polen in Kraków                   | Fliegen     | hinter Herman Kantojeu, Wassili Zeiher, Witali Railean, Moldawien u. Michail Japaridse, Kanada                                                                                                |
| 1999 | 3.    | Asienmeisterschaften in Taschkent                  | Fliegen     | nach Siegen über Badamsaichany Enchtör, Mongolei u. Nurdin Donbajew, einer Niederlage gegen Han Yong Do, Nordkorea u. einem Sieg über Li Zhengyu, China                                       |
| 1999 | 2.    | WM in Ankara                                       | Fliegen     | hinter Kim Woo-yong, Südkorea, vor Oleksandr Sacharuk u. Iwan Zonow, Bulgarien |
| 2000 | 3.    | Asienmeisterschaft in Guilin/China                 | Fliegen     | hinter Jin Ju-dong u. Mohammad Aslani, Iran, vor Shankar Patel Kripa, Indien |
| 2000 | 8.    | OS in Sydney                                       | Fliegen     | nach einem Sieg über Wassili Zeiher, Deutschland u. einer Niederlage gegen Maulen Mamirow |
| 2001 | 2.    | Welt-Cup in Baltimore                              | Fliegen     | hinter Gholamreza Mohammadi, vor Aljaksandr Kantojeu, Russland u. Stephen Abas, USA |
| 2001 | 4.    | Asienmeisterschaft in Ulaanbaatar                  | Bantam      | hinter Behnam Tayyebi, Cho Ho-jin, Südkorea u. Lodoin Enchbajar, Mongolei |
| 2002 | 4.    | WM in Teheran                                      | Bantam      | nach Siegen über Ghenadie Tulbea, Moldawien, Oh Jun-seok, Südkorea u. Chikara Tanabe, Japan u. Niederlagen gegen Namig Abdullajew u. Oleksandr Sacharuk                                       |
| 2004 | 1.    | Asienmeisterschaft in Teheran                      | Bantam      | vor Bajaraagiin Naranbaatar, Mongolei u. Kim Hyo-sub, Südkorea |
| 2005 | 3.    | Welt-Cup in Taschkent                              | Bantam      | hinter Stephen Abas u. Magomed Dschukajew, Russland |
| 2006 | 7.    | Golden-Grand-Prix in Baku                          | Bantam      | hinter Dilshod Mansurov, Usbekistan, Radoslaw Welikow, Bulgarien, Samuel Henson, USA, Namig Sewdimow, Aserbaidschan, Ghenadie Tulbea u. Yasuhiro Tanabe, Japan                                |
| 2006 | 5.    | WM in Guangzhou                                    | Bantam      | nach Siegen über Vahan Simonjan, Armenien u. Fredy Serrano, Kolumbien, einer Niederlage gegen Radoslaw Welikow, einem Sieg über O Song Nam, Nordkorea u. einer Niederlage gegen Samuel Henson |
| 2007 | 2.    | Welt-Cup in Krasnojarsk                            | Bantam      | hinter Dschamal Otarsultanow, Russland, vor Henry Cejudo, USA |
| 2007 | 3.    | Militär-Welt-Spiele in Hyderabad                   | Bantam      | hinter Jong Jae-heon, Südkorea u. Geworg Markarjan, Atmenien |
| 2008 | 1.    | Militär-WM in Split                                | Bantam      | vor Sandeep VII, Indien u. Massan Mordghaliei, Iran |
| 2009 | 3.    | Großer Preis von Deutschland in Dortmund           | Bantam      | hinter Rahul Balaseheb Ware, Indien u. Marcel Ewald, Deutschland |
| 2009 | 9.    | Golden-Grand-Prix in Baku                          | Bantam      | Sieger: Namig Sewdimow vor Yasuhiro Inaba, Japan |

## Erläuterungen
- alle Wettbewerbe im freien Stil
- OS = Olympische Spiele, WM = Weltmeisterschaften
- Fliegengewicht, bis 1996 bis 52 kg Körpergewicht, von 1997 bis 2002 bis 54 kg Körpergewicht, danach abgeschafft, Bantamgewicht, seit 2002 bis 55 kg Körpergewicht